# Break a Broken Heart
"Break a Broken Heart" é uma canção do cantor australiano de origem cipriota grego, Andrew Lambrou, lançada a 2 de março de 2023. Representou Chipre no Festival Eurovisão da Canção de 2023 após ter sido selecionada internamente pela televisão pública do Chipre. A canção acabou em 12.º lugar na final com 126 pontos e alcançou as paradas na Austrália, Finlândia, Alemanha, Grécia, Islândia, Lituânia, Suécia e Reino Unido.

## Contexto e composição
«Break a Broken Heart» foi escrita por vários de compositores dinamarqueses e suecos, nomeadamente Jimmy Jansson, Jimmy "Joker" Thornfeldt. A música foi descrita como uma balada «sobre relacionamentos que terminam com um coração partido, mas que no final podem muito bem nos empurrar para ressurgir das cinzas, ainda mais fortes». .

## Lançamento
O videoclipe da canção foi lançado a 2 de março de 2023 no canal oficial da Panik Records no YouTube. O lançamento nas plataformas digitais foi feito no mesmo dia.

## Festival Eurovisão da Canção

### Seleção
Em 2023, emissora cipriota CyBC continuou a selecionar internamente o concorrente para representar o país no Festival Eurovisão da Canção desse ano, em conjunto com a Panik Records. A 17 de outubro de 2022, a CyBC anunciou que havia selecionado o cantor australiano-cipriota Andrew Lambrou para representar o país no festival europeu em Liverpool. Andrew já havia tentado representar a Austrália no Festival Eurovisão da Canção em 2022, mas sem sucesso pois ficou em 7.º lugar na final nacional do Eurovision – Australia Decides 2022 com a música "Electrify".